# 香港秘密搜查官
《香港秘密搜查官》（英語：The Investigations of Hong Kong Secrets）是香港電視娛樂製作的真人騷節目，由劉諾衡、曹梓執導，「無制限OT編集団」製作，陳漢娜、徐㴓喬、葉振弘主持，於2021年11月1日至19日，逢星期一至五23:00-23:30在ViuTV播出。此節目曾列入《ViuTV 2022》綜藝系列，並由「藍妹啤酒」冠名贊助。

## 節目簡介
陳漢娜︰有人覺得香港唔再神秘，唔再神奇，但呢度其實仲有無限奧秘，靜候我哋探索

徐㴓喬︰有啲秘密每日都擦身而過，有啲秘密，秘密到你根本唔知佢係秘密

葉振弘︰出力搜查，可能會徒勞無功，亦可能會經歷最意想不到嘅劇情展開

葉振弘︰香港

徐㴓喬︰秘密

陳漢娜︰搜查官

（效果）爆炸！——《香港秘密搜查官》開場白 
節目透過一眾搜查官與無制限OT編集団親身實地搜查，探秘並拆解香港各種的都市傳說、歷史奇聞和新奇事物，並將得出的過程和發現剪輯成節目內容。

## 每集內容
| 集數 | 播映日期 | 主題 | 嘉賓                                                                  |
| 1    | 11月1日  | CASE_001 維港的秘密 | －                                                                    |
| 2    | 11月2日  | CASE_002 香港不明飛行物體 | 司徒華冠、Cathy、卓飛                                                 |
| 3    | 11月3日  | CASE_003 超感官能力 | Eddy、Karrie、Ken                                                     |
| 4    | 11月4日  | CASE_004 香港水清時 | 泓Sir、發Sir                                                          |
| 5    | 11月5日  | CASE_005 本土傳說生物 | Bibi、Chris                                                           |
| 6    | 11月8日  | CASE_006 蜘蛛情魔之巢 | －                                                                    |
| 7    | 11月9日  | CASE_007 香港新物種 | Dr.Benoit Guénard、Danny、Elaine、Wilfred                             |
| 8    | 11月10日 | CASE_008 新聞最前線 | 雋                                                                    |
| 9    | 11月11日 | CASE_009 火熱的玩具 | Howard、Jimmy、Sharon、Kindar、Gavin、David                           |
| 10   | 11月12日 | CASE_010 不祥之宅 CASE_010B 「空」宅                                                                                             | －                                                                    |
| 11   | 11月15日 | CASE_011 園區守望者 | Miko、亞世、Mic、奀仔                                                 |
| 12   | 11月16日 | CASE_012 廢膠回收實錄 CASE_012B 棄車解體實錄                                                                                     | －                                                                    |
| 13   | 11月17日 | CASE_013 西貢結界 CASE_013B 行山黑點                                                                                             | －                                                                    |
| 14   | 11月18日 | CASE_014 其他搜查官的秘密 CASE_014A 魚人傳說 CASE_014B 流浪牛 CASE_014C 打小人實測 CASE_014D 天然可樂 CASE_014E 戰鬥泳式：狗仔式 | 客席搜查官： 吳啟洋、歐鎮灝 何啟華 梁業、吳保錡 郭嘉駿 沈殷怡、陳欣妍 |
| 15   | 11月19日 | CASE_015 恐懼的秘密 | 跳水教練：Edwin                                                       |

## 收視
| 集數   | 播映日期                       | 電視直播收視 | 備註  |
| 1－5   | 2021年11月1日－2021年11月5日   | 3.5點        | [ 6 ] |
| 6－10  | 2021年11月8日－2021年11月12日  | 2.9點        | [ 7 ] |
| 11－15 | 2021年11月15日－2021年11月19日 | 2.9點        | [ 8 ] |

## 評價
作為「無制限OT編集団」的作品，雖然比起團隊之前出品較為資訊性，但是節目仍獲得不少正面評價。節目探討香港不為人知的秘密。不少網民讚賞節目熱血，用心介紹香港，令人對節目感期待。《香港01》的葉詩讚賞節目背後不單有綜藝需具備之歡樂，還藏有訊息待觀眾自行發掘，其社會意義及本土性之高，證明「無制限」的節目已經遠不止是綜藝，意義遠超同期節目《全民造星IV》。

## 網頁
- ViuTV：香港秘密搜查官 （页面存档备份，存于）

## 電視節目的變遷
| 香港 ViuTV 星期一至五 23:00－23:30                | 香港 ViuTV 星期一至五 23:00－23:30                   | 香港 ViuTV 星期一至五 23:00－23:30 |
| ------------------------------------------------- | ---------------------------------------------------- | ---------------------------------- |
|                                                   | 香港秘密搜查官 （2021年11月1日－2021年11月19日）     |                                    |
| 蟲前有10個女仔 （2021年10月18日－2021年10月29日） | 歌手·門（第二輯） （2021年11月22日－2021年12月10日） |                                    |